# Contea di Clay (Georgia)
La contea di Clay (in inglese Clay County) è una contea dello Stato USA della Georgia. Il nome le è stato dato in onore di Henry Clay, famoso statista statunitense. Al censimento del 2000 la popolazione era di 3 357 abitanti. Il suo capoluogo è Fort Gaines.

## Geografia fisica
Lo United States Census Bureau certifica che l'estensione della contea è di 562 km², di cui 506 km² composti da terra e 56 km² composti di acqua.

## Infrastrutture e trasporti

### Strade
- U.S. Route 27
- State Route 1
- State Route 37
- State Route 39
- State Route 266

## Contee confinanti
- Contea di Quitman, Georgia - nord
- Contea di Randolph, Georgia - nord-est
- Contea di Calhoun, Georgia - est
- Contea di Early, Georgia - sud
- Contea di Henry, Alabama - ovest
- Contea di Barbour, Alabama - nord-ovest

## Maggiori città
- Bluffton
- Fort Gaines

## Storia
La Contea di Clay venne istituita il 16 febbraio 1854 da parti delle contee di Early e di Randolph.